# 格特魯德岩
格特魯德岩（英語：Gertrude Rock），是南極洲的岩石，位於維多利亞地的彭內爾海岸，處於阿代爾角北端，由英國探險隊命名，現時由南極條約體系管理。